# France A. Córdova

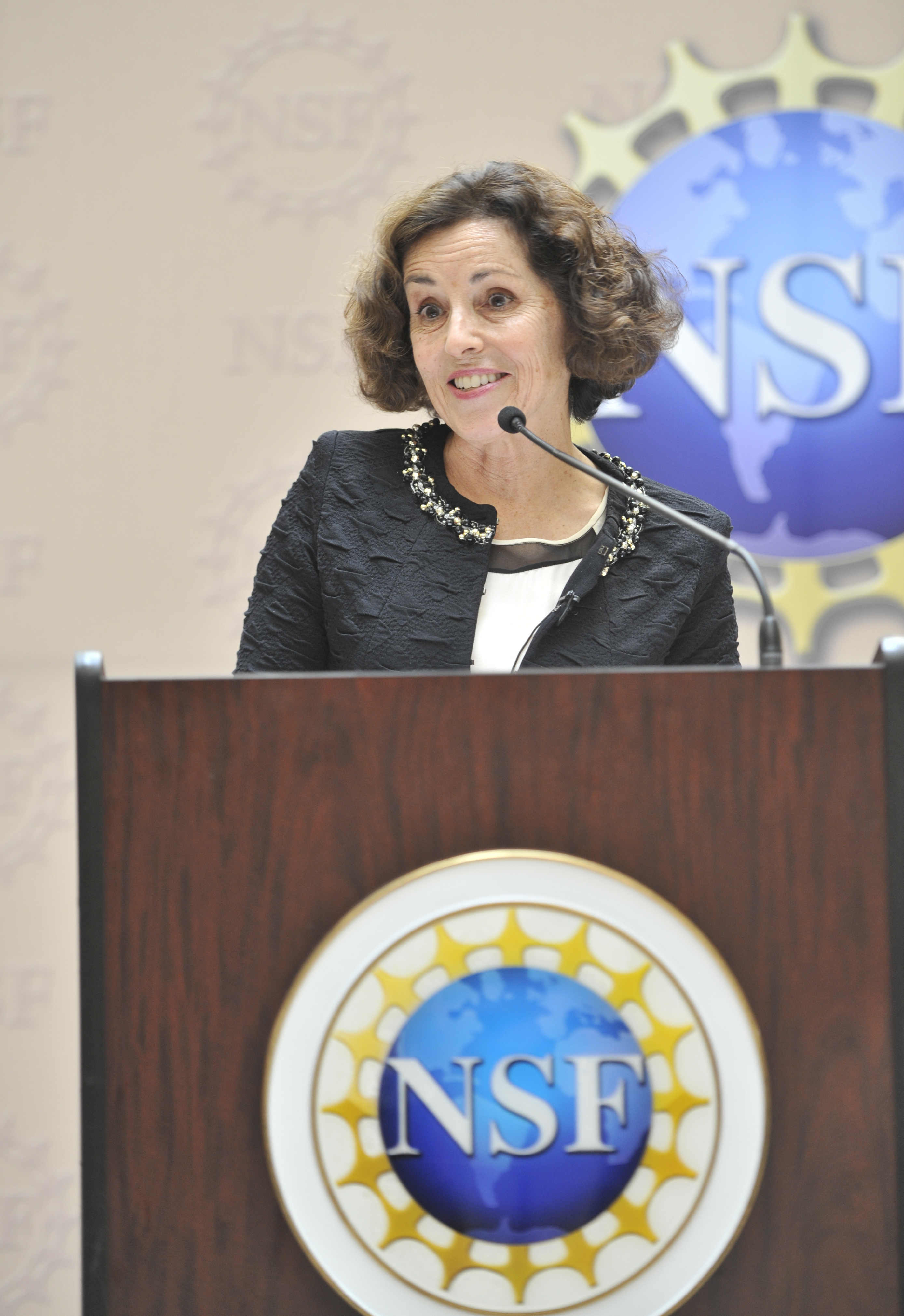
France A. Córdova bei ihrer Einführung ins Amt der Direktorin der National Science Foundation (2014)

France Anne-Dominic Córdova (* 5. August 1947 in Paris) ist eine US-amerikanische Astrophysikerin, ehemalige Universitätspräsidentin und Direktorin der National Science Foundation.

## Leben
Córdova wurde als älteste Tochter einer irischstämmigen Mutter und eines mexikanisch-US-amerikanischen Absolventen der United States Military Academy in Paris geboren. Sie studierte zunächst Englisch an der Stanford University mit einem Bachelor-Abschluss 1969 und nahm an anthropologischen Forschungen über die Zapoteken in Mexiko teil. Anschließend studierte sie Physik und wurde 1979 am California Institute of Technology promoviert (Ph.D.). Von 1979 bis 1989 arbeitete sie in der Space Astronomy and Astrophysics Group am Los Alamos National Laboratory. Anschließend leitete sie von 1989 bis 1993 das Department of Astronomy and Astrophysics der Pennsylvania State University. Ab 1993 war sie bis 1996 bei der NASA als erste Frau leitende Wissenschaftlerin (Chief Scientist). 1996 wechselte sie an die University of California, Santa Barbara, wo sie Vizekanzlerin für Forschung wurde und einen Lehrstuhl für Physik hatte. Anschließend war sie von 2002 bis 2007 Kanzlerin und Professor für Physik und Astronomie an der University of California, Riverside.
Von Juli 2007 bis 2012 war sie als erste Frau Präsidentin der Purdue University, wo sie Martin C. Jischke nachfolgte. Ab 2009 gehörte sie dem Board of Regents der Smithsonian Institution an, 2012 übernahm sie bis 2014 die Leitung des Board.
Auf Vorschlag des US-Präsidenten Barack Obama  wurde sie vom US-Senat als 14. Direktor der National Science Foundation bestätigt. Dieses Amt trat sie am 31. März 2014 an.
Córdova publizierte mehr als 150 wissenschaftliche Arbeiten auf dem Gebiet der beobachtenden und experimentellen Astrophysik, speziell zur Erforschung von Röntgen- und Gammastrahlenquellen. Außerdem veröffentlichte sie zahlreiche Aufsätze zu forschungspolitischen Themen.
2006 wurde sie Fellow der American Association for the Advancement of Science und 2008 der American Academy of Arts and Sciences. 2017 wurde sie zum Ehrenmitglied der Royal Irish Academy gewählt, 2022 in die National Academy of Sciences und die American Philosophical Society. Außerdem ist sie Fellow der Association for Women in Science und Ehrendoktor mehrerer Universitäten und Hochschulen (darunter Ben-Gurion-Universität im Negev, Purdue University, Duke University, University of Connecticut, Rochester Institute of Technology). Für 2020 wurde Córdova der Leo Szilard Lectureship Award der American Physical Society zugesprochen.
Seit 2020 ist der Córdova-Nunatak in der Antarktis nach ihr benannt.

## Schriften (Auswahl)
- France A. Córdova, Keith O. Mason: High-velocity winds from a dwarf nova during outburst. In: Astrophysical Journal. Band 260, 1982, S. 716–721.
- F. A. Córdova, R. M. Hjellming, K. O. Mason: A radio survey of cataclysmic variable stars using the Very Large Array. In: Publications of the Astronomical Society of the Pacific. Band 95, Nr. 563, 1983, S. 69–71, doi:10.1086/131119.
- Dirk Pandel, France A. Córdova, Keith O. Mason, William C. Priedhorsky: X-ray observations of the boundary layer in dwarf novae at low accretion rates. In: Astrophysical Journal. Band 626, 2005, S. 396–410.